# つりビット
つりビット（英: TSURI×BIT）は、Sugar&Spice所属の日本の5人組女性アイドルグループである。2013年結成、2019年解散。

## 概要
釣りに打ち込むことを誓った少女たちで構成されるアイドルユニットとして2013年に結成。グループ名は、「釣り」と「ビット」（小さな一片や最小単位などの意）を掛け合わせた造語であり、「釣り人」にも掛かっている。最近では「歌って踊って釣りのできるアイドル つりビット」と紹介される事が多い。キャッチコピーは「いつか世界を釣り上げます」である。
「釣りを通して大自然の優しさ厳しさ大切さを学び、またスポーツとして競争を意識し精神を鍛えながら情緒豊かで素敵な女性に成長することを目指す」とのコンセプトを掲げ、ライブ活動やイベント等のアイドルとしての活動と同時に、全くの初心者から始める釣りを極めることが活動の大きな柱となっていて、ファンとの釣りイベント等も開催している。
グループ名の発音は“つ”にアクセントを付けるのが正解、「ウォシュレット」や「ダルビッシュ」「カバトット」と同じ発音であるとメンバー自らが説明している。しかし「カバトット」については、昔の人気アニメだということを説明した方もされた方も解らないという不思議な空気になるので後からあまり説明に入れなくなった。
毎年10月10日（トト(魚)の日・釣りの日）に発売する配信シングル曲でのセンター（釣りセンター）を釣りの実地試験、筆記試験、年間の釣り活動、ファン投票（2015年のみ）の総合評価により決定している。これまでの釣りセンターは、2013年「FISH ISLAND」竹内夏紀、2014年「Go! Go!! Fishing」安藤咲桜、2015年「ニガシタサカナハオオキイゾ」長谷川瑞、2016年「妄想フィッシング学園」長谷川瑞（2年連続）。2018年以降釣りセンター制度はなくなる。
芸能人のファンも多く、山田孝之、市川紗椰、マーティー・フリードマン、ボン溝黒（カナリア）、平子祐希（アルコ＆ピース）、キクチウソツカナイ。、ヲタルなどがいる。
2018年11月22日に運営サイドが2019年3月末をもって解散することを発表した。
2019年3月24日に初のステージを行った思い出の地赤坂にあるマイナビBLITZ赤坂にて『つりビット ラストライブ～Sail Away～』を開催し、約6年の活動に終止符を打った 。

## 解散時のメンバー
基本フォーメーション：左から竹内夏紀、安藤咲桜、聞間彩、長谷川瑞、小西杏優
※年齢順
| 名前      | よみ            | 生年月日（年齢）       | ニックネーム | カラー   | 釣りたい魚   | 備考                              |
| --------- | --------------- | ---------------------- | ------------ | -------- | ------------ | --------------------------------- |
| 長谷川 瑞 | はせがわ みずき | 1998年2月13日（27歳）  | みーちゃん   | 水色     | マダイ       | リーダー                          |
| 竹内 夏紀 | たけうち なつき | 2000年8月25日（24歳）  | なっちゃん   | イエロー | カツオ       | サブリーダー&ファッションリーダー |
| 聞間 彩   | ききま あや     | 2000年11月19日（24歳） | ちゃんあや   | 赤       | マグロ       | （センター）美容リーダー          |
| 安藤 咲桜 | あんどう さくら | 2001年3月23日（24歳）  | さくちん     | ピンク   | カジキマグロ | MC&ボーカル隊長                   |
| 小西 杏優 | こにし あゆ     | 2001年4月30日（24歳）  | あゆたん     | グリーン | アユ         | ダンスリーダー                    |

- 長谷川瑞の「釣りたい魚」は当初ワカサギであったが、2013年12月13日、釣具メーカーによる相模湖での撮影の際[5]、ワカサギを釣ることが出来たため同日Facebook上で「次の目標魚種は「真鯛」ですっ!」と発表し変更された[6]。

## 略歴

### 2013年
- 4月2日、公式サイトオープン
- 5月22日、配信限定シングル「スタートダッシュ!」配信開始[7]
- 5月24日、デビューライブを赤坂元気劇場にて開催／ファンクラブ『魚探倶楽部』開設
- 7月24日、1stシングル「真夏の天体観測」発売
- 10月10日、配信限定シングル「FISH ISLAND」配信[8]
- 11月27日、2ndシングル「バニラな空」発売
- 11月28日、ファンクラブ『魚探倶楽部』に有料コース設置

### 2014年
- 3月26日、3rdシングル「旅立ちキラリ。」発売
- 6月14日、初ワンマンライブ（2部制）「つりの恩返しvol.1〜まずは表参道を釣り上げます♪〜」を表参道GROUNDで開催。当初1回だけの開催予定だったが数日でチケットが完売したため、急遽2部が設定された
- 7月30日、4thシングル「踊ろよ、フィッシュ」（山下達郎カバー曲）発売[9]
- 8月23日、釣りセンター試験「釣りセンター決定杯2014〜筆記試験編〜 放課後はミニライブ♪」を東京カルチャーカルチャーで開催
- 9月15日、2ndワンマンライブ（昼・夜2部）「つりの恩返しvol.2〜もっかい表参道を釣り上げます♪〜」を表参道GROUNDで開催
- 10月10日、配信限定シングル「Go! Go!! Fishing」配信
- 12月10日、1stアルバム『フィッシングライフ』発売

### 2015年
- 2月1日、3rdワンマンライブ「つりの恩返しVol.3〜今度は渋谷を釣り上げます♪〜」を開催
- 4月1日、5thシングル「負けないガッツ 〜いつか世界を釣り上げます〜」発売[10]
- 6月6日、フリーワンマンライブ「ガッ釣りだよ!全員集合!」を日比谷公園小音楽堂で開催
- 8月5日、6thシングル「釣り銭はいらねぇぜ」発売
- 8月27日、1st写真集「フィッシングヘブン!」発売
- 9月5日、釣りセンター試験「釣りセンター決定杯2015〜筆記試験編〜 放課後はミニライブ♪」を東京カルチャーカルチャーで開催
- 9月12日、俺得対バン「俺得だよ!全員集合!〜全国行脚・大阪編〜」開催
- 9月13日、俺得対バン「俺得だよ!全員集合!〜全国行脚・名古屋編〜」開催
- 9月19日、4thワンマンライブ（2部制）「つりの恩返しVol.4〜今度は原宿を釣り上げます〜」開催
- 10月10日、配信限定シングル「ニガシタサカナハオオキイゾ」配信
- 10月24日、俺得対バン「俺得だよ!全員集合!〜原宿編・10月の陣〜」開催
- 11月23日、俺得対バン「俺得だよ!全員集合!〜原宿編・11月の陣〜」開催
- 12月12日、キスポイントイベント「キスポイントウィンターパーティー」 渋谷TSUTAYA O-WEST（Cupitron、ファーストきすぽと3マン） 開催
- 12月16日、7thシングル「ウロコ雲とオリオン座」発売
- 12月20日、俺得対バン「俺得だよ!全員集合!〜原宿編・12月の陣〜」開催

### 2016年
- 3月14日、俺得対バン開催
- 4月11日、初定期公演開催（全6回）
- 4月25日、初定期公演開催
- 4月29日、ワンマンライブ開催。（3ヶ月連続ワンマン第1弾）
- 5月9日、初定期公演開催
- 5月23日、初定期公演開催
- 5月29日、ワンマンライブ開催（3ヶ月連続ワンマン第2弾）
- 6月6日、初定期公演開催
- 6月15日、8thシングル「Chuしたい」発売
- 6月20日、初定期公演開催
- 6月23日、ワンマンライブ開催（3ヶ月連続ワンマン第3弾）
- 7月4日、定期公演開催（同会場での延長が決定、全5回）
- 8月1日、定期公演開催
- 8月11日、俺得対バン開催
- 8月15日、定期公演開催
- 8月29日、定期公演開催
- 9月3日、CD特典イベント「Chuしたい」購入者限定特典イベント開催
- 9月4日、ファンクラブイベント「つりビット魚探倶楽部ミーティング〜釣って食べて2016秋のギョギョギョ遠足♪〜」開催
- 9月12日、定期公演開催
- 9月18日、釣りセンター試験「釣りセンター決定杯2016〜筆記試験編〜 放課後はミニライブ♪」を東京カルチャーカルチャーで開催
- 10月10日、配信限定シングル「妄想フィッシング学園」配信
- 10月10日、俺得対バン開催
- 10月13日、定期公演開催（同会場での延長が決定、全6回）
- 10月29日、キスポイントイベント「どきどきハロウィンLIVE 2016」 代官山LOOP（Chu☆Oh!Dolly、ぷちぱすぽ☆と3マン） 開催
- 11月6日、定期公演開催（昼・夜の2回公演）
- 11月16日、定期公演開催
- 12月7日、定期公演開催
- 12月15日、配信限定シングル「My Victory」のMVをGYAO!にて3日間限定先行公開
- 12月17日、俺得対バン開催（昼・夜の2回公演）
- 12月22日、定期公演開催
- 12月26日、オフィシャルブログ開始

### 2017年
- 2月1日、配信限定シングル「My Victory」配信
- 2月26日、ワンマンライブ開催
- 3月26日、ファンクラブイベント「つりビット魚探倶楽部ミーティング004　～隅田リバーでお花見クルーズ！～」開催
- 4月5日、2ndアルバム『Blue Ocean Fishing Cruise』発売
- 4月29日、ワンマンライブ（ライブツアー・東京（表参道））開催（昼・夜の2回公演）
- 5月13日、ワンマンライブ（ライブツアー・大阪）開催
- 5月14日、ワンマンライブ（ライブツアー・愛知）開催
- 5月28日、ワンマンライブ（ライブツアー・福岡）開催
- 6月3日、ワンマンライブ（ライブツアー・新潟）開催
- 6月11日、ワンマンライブ（ライブツアー・宮城）開催
- 6月25日、ワンマンライブ（ライブツアー・東京（新宿））開催
- 9月16日、ワンマンライブ（2日間4公演ライブ・渋谷Star Lounge）開催（昼・夜の2回公演）
- 9月17日、ワンマンライブ（2日間4公演ライブ・渋谷Star Lounge）開催（昼・夜の2回公演）
- 10月9日、ファンクラブイベント「つりビット魚探倶楽部ミーティング005〜つりビットと一緒に、屋形船で魚釣りイベント〜」開催
- 11月1日、9thシングル「1010〜とと〜」発売
- 12月9日、ワンマンライブ『爆釣パーティー in白金高輪』開催

### 2018年
- 2月12日、ワンマンライブ『渋谷フィッシングセンター 〜冬の大リクエスト祭〜』開催
- 3月7日、10thシングル「不思議な旅はつづくのさ」発売
- 5月9日、ワンマンライブ『つりビットデビュー5周年記念 川崎クラブチッタワンマンライブ直前スペシャル！』開催
- 5月27日、デビュー5周年記念ワンマンライブ『つりビット5th Anniversary Live〜Go on 5〜』開催
- 6月12日、ワンマンライブ『つりビットワンマンライブ〜チッタ後夜祭〜』開催
- 7月12日、ワンマンライブ『つりビットワンマンライブ』開催
- 7月26日、ワンマンライブ（5周年記念ツアー・名古屋）開催
- 7月27日、ワンマンライブ（5周年記念ツアー・大阪）開催
- 8月10日、ワンマンライブ（5周年記念ツアー・仙台）開催
- 8月11日、ワンマンライブ（5周年記念ツアー・新潟）開催
- 8月22日、ワンマンライブ（5周年記念ツアー・東京）開催
- 10月10日、ワンマンライブ『とと祭り！2018 』開催、配信限定シングル「TOKYO WONDER GIRL」配信
- 11月22日、2019年3月をもって解散することを発表[3]し、ラストライブまでの道のりを「つりビット号最後の航海」と位置づけた[11]
- 12月12日、ワンマンライブ『〜2018寒中釣り大会〜 』開催

### 2019年
- 3月6日、ラストシングル「プリマステラ」発売 [12]
- 3月24日、マイナビBLITZ赤坂のラストライブ『つりビットラストライブ〜Sail Away〜』をもって活動終了、解散
- 3月30日、ラストライブ前に収録したつりビットの最後のテレビ出演『開運音楽堂』放送
- 5月22日、7月31日にラストライブBD/DVDと全曲集CDの発売決定を発表[13]

## 作品

### シングル
| #  | 発売日         | タイトル                                    | 規格品番                             | カップリング                                 | 最高位 |
| -- | -------------- | ------------------------------------------- | ------------------------------------ | -------------------------------------------- | ------ |
| 1  | 2013年7月24日  | 真夏の天体観測                              | CD+DVD:RPK-1001/1002【初回限定盤】   | スタートダッシュ!                            | 86位   |
| 1  | 2013年7月24日  | 真夏の天体観測                              | CD:RPK-1003【通常盤A】               | サバイバルドリーム                           | 86位   |
| 1  | 2013年7月24日  | 真夏の天体観測                              | CD:RPK-1004【通常盤B】               | サバイバルドリーム                           | 86位   |
| 2  | 2013年11月27日 | バニラな空                                  | CD+DVD:RPK-1005/1006【初回限定盤】   | ズキズキ物語 〜恋のハロウィン大作戦〜        | 62位   |
| 2  | 2013年11月27日 | バニラな空                                  | CD:RPK-1007【通常盤A】               | 告白スイッチ                                 | 62位   |
| 2  | 2013年11月27日 | バニラな空                                  | CD:RPK-1008【通常盤B】               | FISH ISLAND                                  | 62位   |
| 3  | 2014年3月26日  | 旅立ちキラリ。                              | CD+DVD:RPK-1009/1010【初回限定盤】   | はじめのキモチ                               | 30位   |
| 3  | 2014年3月26日  | 旅立ちキラリ。                              | CD:RPK-1011【通常盤A】               | 恋のマジカルスイーツ〜あなたの恋を叶えます〜 | 30位   |
| 3  | 2014年3月26日  | 旅立ちキラリ。                              | CD:RPK-1012【通常盤B】               | 寿司パラダイス                               | 30位   |
| 4  | 2014年7月30日  | 踊ろよ、フィッシュ                          | CD+DVD:RPK-1013/1014【初回限定盤】   | 恋愛戦線異常あり                             | 25位   |
| 4  | 2014年7月30日  | 踊ろよ、フィッシュ                          | CD:RPK-1015【通常盤A】               | ラムネ色のスケッチ                           | 25位   |
| 4  | 2014年7月30日  | 踊ろよ、フィッシュ                          | CD:RPK-1016【通常盤B】               | WATER DRIVE                                  | 25位   |
| 5  | 2015年4月1日   | 負けないガッツ 〜いつか世界を釣り上げます〜 | CD+DVD:RPK-1026/1027【初回限定盤】   | アイツのひざだっこ                           | 22位   |
| 5  | 2015年4月1日   | 負けないガッツ 〜いつか世界を釣り上げます〜 | CD:RPK-1028【通常盤A】               | レモン海岸                                   | 22位   |
| 5  | 2015年4月1日   | 負けないガッツ 〜いつか世界を釣り上げます〜 | CD:RPK-1029【通常盤B】               | 桜じゅうたん                                 | 22位   |
| 6  | 2015年8月5日   | 釣り銭はいらねぇぜ                          | CD+DVD:RPK-1034/1035【初回限定盤】   | 潮風日記                                     | 21位   |
| 6  | 2015年8月5日   | 釣り銭はいらねぇぜ                          | CD:RPK-1036【通常盤A】               | 裸足のマーメイド                             | 21位   |
| 6  | 2015年8月5日   | 釣り銭はいらねぇぜ                          | CD:RPK-1037【通常盤B】               | 釣りパーティー                               | 21位   |
| 7  | 2015年12月16日 | ウロコ雲とオリオン座                        | CD+DVD:RPK-1038/1039【初回限定盤】   | おさかな形キャンディー                       | 15位   |
| 7  | 2015年12月16日 | ウロコ雲とオリオン座                        | CD:RPK-1040【通常盤A】               | 爆釣御礼                                     | 15位   |
| 7  | 2015年12月16日 | ウロコ雲とオリオン座                        | CD:RPK-1041【通常盤B】               | ニガシタサカナハオオキイゾ                   | 15位   |
| 8  | 2016年6月15日  | Chuしたい                                   | CD+DVD:RPK-1046/47【初回生産限定盤】 | カモメペリカンストーリー                     | 5位    |
| 8  | 2016年6月15日  | Chuしたい                                   | CD:RPK-1048【通常盤A】               | 渚でラテアート                               | 5位    |
| 8  | 2016年6月15日  | Chuしたい                                   | CD:RPK-1049【通常盤B】               | ギョギョギョムーチョ                         | 5位    |
| 8  | 2016年6月15日  | Chuしたい                                   | CD:RPK-1050【聞間彩Ver.】            | ─                                            | 5位    |
| 8  | 2016年6月15日  | Chuしたい                                   | CD:RPK-1051【安藤咲桜Ver.】          | ─                                            | 5位    |
| 8  | 2016年6月15日  | Chuしたい                                   | CD:RPK-1052【長谷川瑞Ver.】          | ─                                            | 5位    |
| 8  | 2016年6月15日  | Chuしたい                                   | CD:RPK-1053【竹内夏紀Ver.】          | ─                                            | 5位    |
| 8  | 2016年6月15日  | Chuしたい                                   | CD:RPK-1054【小西杏優Ver.】          | ─                                            | 5位    |
| 9  | 2017年11月1日  | 1010～とと～                                | CD+DVD:RPK-1058/59【初回生産限定盤】 | A Color Summer!!                             | 9位    |
| 9  | 2017年11月1日  | 1010～とと～                                | CD:RPK-1060【通常盤】                | 'Cause you make me happy                     | 9位    |
| 9  | 2017年11月1日  | 1010～とと～                                | CD:RPK-1061【聞間彩Ver.】            | ─                                            | 9位    |
| 9  | 2017年11月1日  | 1010～とと～                                | CD:RPK-1062【安藤咲桜Ver.】          | ─                                            | 9位    |
| 9  | 2017年11月1日  | 1010～とと～                                | CD:RPK-1063【長谷川瑞Ver.】          | ─                                            | 9位    |
| 9  | 2017年11月1日  | 1010～とと～                                | CD:RPK-1064【竹内夏紀Ver.】          | ─                                            | 9位    |
| 9  | 2017年11月1日  | 1010～とと～                                | CD:RPK-1065【小西杏優Ver.】          | ─                                            | 9位    |
| 10 | 2018年3月7日   | 不思議な旅はつづくのさ                      | CD+DVD:RPK-1066/67【初回生産限定盤】 | ハピハピフィッシングデート                   | 14位   |
| 10 | 2018年3月7日   | 不思議な旅はつづくのさ                      | CD:RPK-1068【通常盤】                | Piece of cake                                | 14位   |
| 10 | 2018年3月7日   | 不思議な旅はつづくのさ                      | CD:RPK-1069【聞間彩Ver.】            | ─                                            | 14位   |
| 10 | 2018年3月7日   | 不思議な旅はつづくのさ                      | CD:RPK-1070【安藤咲桜Ver.】          | ─                                            | 14位   |
| 10 | 2018年3月7日   | 不思議な旅はつづくのさ                      | CD:RPK-1071【長谷川瑞Ver.】          | ─                                            | 14位   |
| 10 | 2018年3月7日   | 不思議な旅はつづくのさ                      | CD:RPK-1072【竹内夏紀Ver.】          | ─                                            | 14位   |
| 10 | 2018年3月7日   | 不思議な旅はつづくのさ                      | CD:RPK-1073【小西杏優Ver.】          | ─                                            | 14位   |
| 11 | 2019年3月6日   | プリマステラ                                | CD+DVD:RPK-1074/75【初回生産限定盤】 | TOKYO WONDER GIRL                            | 9位    |
| 11 | 2019年3月6日   | プリマステラ                                | CD:RPK-1076【通常盤】                | 終わらない Summer Breeze                     | 9位    |

### 配信シングル
1. スタートダッシュ! （2013年5月22日）
2. FISH ISLAND （2013年10月10日）
3. Go! Go!! Fishing （2014年10月10日）
4. ニガシタサカナハオオキイゾ （2015年10月10日）
5. 妄想フィッシング学園 （2016年10月10日）
6. My Victory （2017年2月1日）
7. TOKYO WONDER GIRL（2018年10月10日）

### アルバム
| #  | 発売日         | タイトル                  | 規格品番                                                 | 最高位 |
| -- | -------------- | ------------------------- | -------------------------------------------------------- | ------ |
| 01 | 2014年12月10日 | フィッシングライフ        | CD+DVD:RPK-1020/1021【初回限定盤】 CD:RPK-1022【通常盤】 | 53位   |
| 02 | 2017年4月5日   | Blue Ocean Fishing Cruise | CD+DVD:RPK-1055/56【初回限定盤】 CD:RPK-1057【通常盤】   | 21位   |

### コンピレーション・アルバム 等
1. Disney Rocks!!! Girl's Power!（2014年1月22日）[16]
2. 『楽曲派!-GAKKYOKUHA- selected by マーティ・フリードマン』（2016年10月5日）[17]
3. 映画「チア☆ダン」サウンドトラック（2017年3月8日）（長谷川瑞が劇中曲歌唱で参加）[18]

### 楽曲制作者
シングル
| #  | 発売日         | タイトル                                                                                             | カップリング                                                                                           |
| -- | -------------- | --- | --- |
| 1  | 2013年7月24日  | 真夏の天体観測 作詞：トベタ・バジュン 作曲：すみだしんや 編曲：前嶋康明                              | スタートダッシュ! 作詞：トベタ・バジュン 作曲・編曲：楊慶豪                                            |
| 1  | 2013年7月24日  | 真夏の天体観測 作詞：トベタ・バジュン 作曲：すみだしんや 編曲：前嶋康明                              | サバイバルドリーム 作詞：トベタ・バジュン 作曲：すみだしんや 編曲：前嶋康明                            |
| 2  | 2013年11月27日 | バニラな空 作詞：トベタ・バジュン 作曲：すみだしんや 編曲：前嶋康明                                  | ズキズキ物語 〜恋のハロウィン大作戦〜 作詞：トベタ・バジュン 作曲・編曲：奥井康介                      |
| 2  | 2013年11月27日 | バニラな空 作詞：トベタ・バジュン 作曲：すみだしんや 編曲：前嶋康明                                  | 告白スイッチ 作詞：トベタ・バジュン 作曲：酒匂謙一 編曲：ハマサキユウジ                                |
| 2  | 2013年11月27日 | バニラな空 作詞：トベタ・バジュン 作曲：すみだしんや 編曲：前嶋康明                                  | FISH ISLAND 作詞：トベタ・バジュン 作曲・編曲：小西貴雄                                                |
| 3  | 2014年3月26日  | 旅立ちキラリ。 作詞：トベタ・バジュン 作曲：小西裕子 編曲：ハマサキユウジ                            | はじめのキモチ 作詞：トベタ・バジュン 作曲・編曲：楊慶豪                                               |
| 3  | 2014年3月26日  | 旅立ちキラリ。 作詞：トベタ・バジュン 作曲：小西裕子 編曲：ハマサキユウジ                            | 恋のマジカルスイーツ 〜あなたの恋を叶えます〜 作詞：トベタ・バジュン 作曲：すみだしんや 編曲：前嶋康明 |
| 3  | 2014年3月26日  | 旅立ちキラリ。 作詞：トベタ・バジュン 作曲：小西裕子 編曲：ハマサキユウジ                            | 寿司パラダイス 作詞：トベタ・バジュン 作曲：生田真心 編曲：久下真音                                    |
| 4  | 2014年7月30日  | 踊ろよ、フィッシュ 作詞/作曲：山下達郎 編曲：前嶋康明                                                | 恋愛戦線異常あり 作詞：トベタ・バジュン 作曲：大凪樹 編曲：宅見将典                                    |
| 4  | 2014年7月30日  | 踊ろよ、フィッシュ 作詞/作曲：山下達郎 編曲：前嶋康明                                                | ラムネ色のスケッチ 作詞：トベタ・バジュン 作曲：すみだしんや 編曲：小松清人                            |
| 4  | 2014年7月30日  | 踊ろよ、フィッシュ 作詞/作曲：山下達郎 編曲：前嶋康明                                                | WATER DRIVE 作詞：トベタ・バジュン 作曲：田村信二 編曲：楊慶豪                                         |
| 5  | 2015年4月1日   | 負けないガッツ 〜いつか世界を釣り上げます〜 作詞：トベタ・バジュン 作曲：すみだしんや 編曲：前嶋康明 | アイツのひざだっこ 作詞：トベタ・バジュン 作曲・編曲：久下真音                                         |
| 5  | 2015年4月1日   | 負けないガッツ 〜いつか世界を釣り上げます〜 作詞：トベタ・バジュン 作曲：すみだしんや 編曲：前嶋康明 | レモン海岸 作詞：トベタ・バジュン 作曲・編曲：山口俊樹                                                 |
| 5  | 2015年4月1日   | 負けないガッツ 〜いつか世界を釣り上げます〜 作詞：トベタ・バジュン 作曲：すみだしんや 編曲：前嶋康明 | 桜じゅうたん 作詞：トベタ・バジュン 作曲：すみだしんや 編曲：小西貴雄                                  |
| 6  | 2015年8月5日   | 釣り銭はいらねぇぜ 作詞：トベタ・バジュン 作曲：すみだしんや 編曲：前嶋康明                          | 潮風日記 作詞：トベタ・バジュン 作曲・編曲：山口俊樹                                                   |
| 6  | 2015年8月5日   | 釣り銭はいらねぇぜ 作詞：トベタ・バジュン 作曲：すみだしんや 編曲：前嶋康明                          | 裸足のマーメイド 作詞：トベタ・バジュン 作曲・編曲：楊慶豪                                             |
| 6  | 2015年8月5日   | 釣り銭はいらねぇぜ 作詞：トベタ・バジュン 作曲：すみだしんや 編曲：前嶋康明                          | 釣りパーティー 作詞：トベタ・バジュン 作曲：すみだしんや 編曲：小西貴雄                                |
| 7  | 2015年12月16日 | ウロコ雲とオリオン座 作詞：トベタ・バジュン 作曲・編曲：山口俊樹                                     | おさかな形キャンディー 作詞：トベタ・バジュン 作曲・編曲：楊慶豪                                       |
| 7  | 2015年12月16日 | ウロコ雲とオリオン座 作詞：トベタ・バジュン 作曲・編曲：山口俊樹                                     | 爆釣御礼 作詞：トベタ・バジュン 作曲・編曲：久下真音                                                   |
| 7  | 2015年12月16日 | ウロコ雲とオリオン座 作詞：トベタ・バジュン 作曲・編曲：山口俊樹                                     | ニガシタサカナハオオキイゾ 作詞：トベタ・バジュン 作曲・編曲：山口俊樹                                 |
| 8  | 2016年6月15日  | Chuしたい 作詞：トベタ・バジュン 作曲：田村信二 編曲：原田ナオ                                       | カモメペリカンストーリー 作詞：トベタ・バジュン 作曲・編曲：川端良征                                   |
| 8  | 2016年6月15日  | Chuしたい 作詞：トベタ・バジュン 作曲：田村信二 編曲：原田ナオ                                       | 渚でラテアート 作詞：トベタ・バジュン 作曲・編曲：山口俊樹                                             |
| 8  | 2016年6月15日  | Chuしたい 作詞：トベタ・バジュン 作曲：田村信二 編曲：原田ナオ                                       | ギョギョギョムーチョ 作詞：トベタ・バジュン 作曲：須藤英樹 編曲：立山秋航                              |
| 9  | 2017年11月1日  | 1010〜とと〜 作詞・作曲：CHI-MEY 編曲：大久保友裕                                                    | A Color Summer!! 作詞：久下真音 作曲・編曲：楊慶豪                                                     |
| 9  | 2017年11月1日  | 1010〜とと〜 作詞・作曲：CHI-MEY 編曲：大久保友裕                                                    | 'Cause you make me happy 作詞・編曲：久下真音 作曲：すみだしんや                                       |
| 10 | 2018年3月7日   | 不思議な旅はつづくのさ 作詞・作曲・編曲：久下真音                                                    | ハピハピフィッシングデート 作詞：久下真音 作曲：須藤英樹 編曲：立山秋航                                |
| 10 | 2018年3月7日   | 不思議な旅はつづくのさ 作詞・作曲・編曲：久下真音                                                    | Piece of cake 作詞：久下真音 作曲・編曲：新屋豊                                                        |
| 11 | 2019年3月6日   | プリマステラ 作詞：久下真音 作曲・編曲：すみだしんや                                                 | 終わらない Summer Breeze 作詞：久下真音 作曲・編曲：山口俊樹                                           |
| 11 | 2019年3月6日   | プリマステラ 作詞：久下真音 作曲・編曲：すみだしんや                                                 | TOKYO WONDER GIRL 作詞：久下真音 作曲・編曲：鴇沢直                                                    |

### タイアップ
| 期間                 | 内容                                                                                  | 楽曲                      | 収録作品                                 |
| -------------------- | ------------------------------------------------------------------------------------- | ------------------------- | ---------------------------------------- |
| 2013年6月            | 『タックルベリー』（釣り具屋）公式サポーター                                          |                           |                                          |
| 2014年4月            | 釣り具メーカー『Hapyson』イメージキャラクター                                         |                           |                                          |
| 2014年4月            | 『Hapyson』初CM エアポンプCM                                                          | 旅立ちキラリ。            | 3rdシングル「旅立ちキラリ。」            |
| 2014年4月            | 『Hapyson』第2弾 LEDヘッドランプシリーズCM                                            | 真夏の天体観測            | 1stシングル「真夏の天体観測」            |
| 2014年8・9月         | 情報バラエティ番組『ランク王国』8・9月度エンディングテーマ                            | 踊ろよ、フィッシュ        | 4thシングル「踊ろよ、フィッシュ」        |
| 2014年12月           | 『Hapyson』集魚灯CM                                                                   | WATERDRIVE                | 4thシングル「踊ろよ、フィッシュ」        |
| 2015年3月            | 『Hapyson』コラボアプリ「つりビットカメラ」                                           |                           |                                          |
| 2015年4月            | 日本魚祭り2015 イメージキャラクター                                                   |                           |                                          |
| 2015年7-9月          | バラエティ番組『カクガリ君!〜確率をガリガリ勉強して幸せになろう〜』エンディングテーマ | 釣り銭はいらねぇぜ        | 6thシングル「釣り銭はいらねぇぜ」        |
| 2015年8-11月         | Panasonic『釣りをテーマにした海の夜景・夕景・朝景フォトコンテスト』 審査員            |                           |                                          |
| 2015年9月            | 音楽バラエティ番組『POP PARADE』9月度エンディングテーマ                               | 釣り銭はいらねぇぜ        | 6thシングル「釣り銭はいらねぇぜ」        |
| 2015年12月-2016年2月 | スマホゲーム『みんなの釣りバカンス』（GameBank）限定アバター等コラボレーション        |                           |                                          |
| 2015年12月           | スマホゲーム『剣と魔法のログレス』（Marvelous/Aiming）地域限定CM                      | 爆釣御礼                  | 7thシングル「ウロコ雲とオリオン座」      |
| 2016年1・2月         | 情報バラエティ番組『アッコにおまかせ!』1・2月度エンディングテーマ                     | ウロコ雲とオリオン座      | 7thシングル「ウロコ雲とオリオン座」      |
| 2016年6・7月         | 情報バラエティ番組『ランク王国』6・7月度オープニングテーマ                            | Chuしたい                 | 8thシングル「Chuしたい」                 |
| 2016年7月            | 情報バラエティ番組『アッコにおまかせ!』7月度エンディングテーマ                        | ギョギョギョムーチョ      | 8thシングル「Chuしたい」                 |
| 2016年7-11月         | Panasonic『釣りをテーマにした風景フォトコンテスト』 審査員                            |                           |                                          |
| 2016年9月            | 『Hapyson』チェストライト「INTIRAY‐インティレイ‐」CM                                  | ギョギョギョムーチョ      | 8thシングル「Chuしたい」                 |
| 2017年2月            | バラエティ番組『有田ジェネレーション』2月度エンディングテーマ                         | My Victory                | 6th配信シングル「My Victory」            |
| 2017年2月            | エンタテイメント情報番組『イベントGO！』オープニングテーマ                            | My Victory                | 6th配信シングル「My Victory」            |
| 2017年2月            | 音楽バラエティ番組『POP PARADE』テーマソング                                          | My Victory                | 6th配信シングル「My Victory」            |
| 2017年4月            | エンタテイメント情報番組『イベントGO！』オープニングテーマ                            | Get ready Get a chance    | 2ndアルバム「Blue Ocean Fishing Cruise」 |
| 2017年4月            | 音楽番組『開運音楽堂』4月度パワープレイ                                               | Get ready Get a chance    | 2ndアルバム「Blue Ocean Fishing Cruise」 |
| 2017年6月            | 『Hapyson』チェストライト「INTIRAY‐インティレイ‐」CM                                  | Blue Ocean Fishing Cruise | 2ndアルバム「Blue Ocean Fishing Cruise」 |
| 2017年7-11月         | Panasonic『大自然と釣りフォトコンテスト』 審査員                                      |                           |                                          |
| 2017年10・11月       | 情報バラエティ番組『ランク王国』10・11月度オープニングテーマ                          | 1010〜とと〜              | 9thシングル「1010〜とと〜」              |
| 2017年12月           | 音楽番組『開運音楽堂』12月度パワープレイ                                              | 1010〜とと〜              | 9thシングル「1010〜とと〜」              |
| 2018年1月-3月        | TBS系アニメ『ミイラの飼い方』オープニングテーマ                                       | 不思議な旅はつづくのさ    | 10thシングル「不思議な旅はつづくのさ」   |
| 2018年7-11月         | Panasonic『大自然と釣りフォトコンテスト2018』 審査員                                  |                           |                                          |
| 2018年10月           | 情報ワイド番組『ひるおび!』2018年10月度エンディングテーマ                             | TOKYO WONDER GIRL         | 7th配信シングル「TOKYO WONDER GIRL」     |
| 2018年10月           | TBSラジオ推薦曲（10/8~10/14）                                                         | TOKYO WONDER GIRL         | 7th配信シングル「TOKYO WONDER GIRL」     |
| 2018年10月           | 官民協働の大型イベント『東京湾大感謝祭』の親善大使 「東京湾ダーガール」               |                           |                                          |

## 出演・掲載
全ての出演・掲載の一覧は 公式サイト スケジュール を参照。個人としての出演は各メンバーのページを参照。

### ワンマンライブ
| 公演日   | 公演タイトル                                                               | 会場                       | 備考                            |
| 2014年   | 2014年                                                                     | 2014年                     | 2014年                          |
| -------- | -------------------------------------------------------------------------- | -------------------------- | ------------------------------- |
| 6月14日  | つりの恩返しvol.1〜まずは表参道を釣り上げます♪〜                           | 表参道GROUND               | 2部制                           |
| 9月15日  | つりの恩返しVol.2〜もっかい表参道を釣り上げます♪〜                         | 表参道GROUND               | 昼・夜の2回公演                 |
| 2015年   |                                                                            |                            |                                 |
| 2月1日   | つりの恩返しVol.3〜今度は渋谷を釣り上げます♪〜                             | 渋谷duo MUSIC EXCHANGE     |                                 |
| 6月6日   | ガッ釣りだよ！全員集合！                                                   | 日比谷小音楽堂             | 初のフリーワンマンライブ        |
| 9月19日  | つりの恩返しVol.4〜今度は原宿を釣り上げます〜                              | 原宿アストロホール         | 昼夜2部制                       |
| 2016年   |                                                                            |                            |                                 |
| 4月29日  | つりの恩返し Vol.5 〜渋谷でぐっとアイドルするんDay!〜                      | TSUTAYA O-WEST             | 3か月連続ワンマン第一弾         |
| 5月29日  | つりの恩返し Vol.6 〜渋谷でもっとつりまくるんDay!〜                        | TSUTAYA O-WEST             | 3か月連続ワンマン第二弾         |
| 6月23日  | つりの恩返し Vol.7 〜渋谷でぜんぶお見せしNIGHT!〜                          | マウントレーニアホール渋谷 | 3か月連続ワンマン第三弾         |
| 2017年   |                                                                            |                            |                                 |
| 2月26日  | 赤坂サカナ!〜みんなで釣ろう赤坂BLITZ〜                                     | 赤坂BLITZ                  |                                 |
| 4月29日  | ワンマンライブツアー 〜Blue Ocean Fishing Tour 2017〜 東京公演             | 表参道GROUND               | 昼・夜の2回公演                 |
| 5月13日  | ワンマンライブツアー 〜Blue Ocean Fishing Tour 2017〜 大阪公演             | 心斎橋RUIDO                |                                 |
| 5月14日  | ワンマンライブツアー 〜Blue Ocean Fishing Tour 2017〜 愛知公演             | 今池リフレクトホール       |                                 |
| 5月28日  | ワンマンライブツアー 〜Blue Ocean Fishing Tour 2017〜 福岡公演             | 天神Early Believers        |                                 |
| 6月3日   | ワンマンライブツアー 〜Blue Ocean Fishing Tour 2017〜 新潟公演             | CLUB RIVERST               |                                 |
| 6月11日  | ワンマンライブツアー 〜Blue Ocean Fishing Tour 2017〜 宮城公演             | 仙台MACANA                 |                                 |
| 6月25日  | ワンマンライブツアー 〜Blue Ocean Fishing Tour 2017〜 東京最終公演         | 新宿ReNY                   |                                 |
| 9月16日  | 夏のおわりの爆釣感謝祭                                                     | 渋谷Star lounge            | 昼・夜の2回公演                 |
| 9月17日  | 夏のおわりの爆釣感謝祭                                                     | 渋谷Star lounge            | 昼・夜の2回公演                 |
| 12月9日  | 爆釣パーティーIN 白金高輪                                                  | 白金高輪SELENE b2          |                                 |
| 2018年   |                                                                            |                            |                                 |
| 2月12日  | 渋谷フィッシングセンター 〜冬の大リクエスト祭〜                            | TSUTAYA O-WEST             |                                 |
| 5月9日   | つりビットデビュー5周年記念 川崎クラブチッタワンマンライブ直前スペシャル！ | TSUTAYA O-WEST             |                                 |
| 5月27日  | つりビット5th Anniversary Live〜Go on 5〜                                  | 川崎 CLUB CITTA'           | デビュー5周年記念ワンマンライブ |
| 6月12日  | つりビットワンマンライブ〜チッタ後夜祭〜                                   | TSUTAYA O-WEST             |                                 |
| 7月12日  | つりビットワンマンライブ                                                   | TSUTAYA O-WEST             |                                 |
| 7月26日  | つりビット5周年記念ツアー〜 Go on 5 〜 名古屋公演                          | 名古屋SPADE BOX            |                                 |
| 7月27日  | つりビット5周年記念ツアー〜 Go on 5 〜 大阪公演                            | 大阪RUIDO                  |                                 |
| 8月10日  | つりビット5周年記念ツアー〜 Go on 5 〜 仙台公演                            | 仙台クラブジャンクボックス |                                 |
| 8月11日  | つりビット5周年記念ツアー〜 Go on 5 〜 新潟公演                            | 新潟クラブリバースト       |                                 |
| 8月22日  | つりビット5周年記念ツアー〜 Go on 5 〜 東京公演                            | TSUTAYA O-WEST             |                                 |
| 10月10日 | とと祭り！2018                                                             | TSUTAYA O-WEST             |                                 |
| 12月12日 | 〜2018寒中釣り大会〜                                                       | TSUTAYA O-WEST             |                                 |
| 2019年   |                                                                            |                            |                                 |
| 3月24日  | つりビットラストライブ〜Sail Away〜                                        | マイナビBLITZ赤坂          | 全31曲披露                      |

### 定期公演
| 月曜フィッシング劇場 2016 〜歌って踊って釣らNIGHT!!〜 | 月曜フィッシング劇場 2016 〜歌って踊って釣らNIGHT!!〜 | 月曜フィッシング劇場 2016 〜歌って踊って釣らNIGHT!!〜 | 月曜フィッシング劇場 2016 〜歌って踊って釣らNIGHT!!〜 | 月曜フィッシング劇場 2016 〜歌って踊って釣らNIGHT!!〜 |
| #                                                     | 公演日                                                | 会場                                                  | テーマ                                                | カバー曲                                              |
| ----------------------------------------------------- | ----------------------------------------------------- | ----------------------------------------------------- | ----------------------------------------------------- | ----------------------------------------------------- |
| Vol.1                                                 | 4月11日                                               | AKIBAカルチャーズ劇場                                 | 別れ、旅立ち、それは桜の頃に                          | 「蒼いフォトグラフ」 松田聖子                         |
| Vol.2                                                 | 4月25日                                               | AKIBAカルチャーズ劇場                                 | シーサイド・ストーリー                                | 「思いきりアメリカン」 杏里                           |
| Vol.3                                                 | 5月9日                                                | AKIBAカルチャーズ劇場                                 | フィッシング・ヘブン                                  | 「渚のはいから人魚」 小泉今日子                       |
| Vol.4                                                 | 5月23日                                               | AKIBAカルチャーズ劇場                                 | マーメイドになりたくて                                | 「小麦色のマーメイド」 松田聖子                       |
| Vol.5                                                 | 6月6日                                                | AKIBAカルチャーズ劇場                                 | セーラー服でぶっ飛ばせ!                               | 「セーラー服と機関銃」 薬師丸ひろ子                   |
| Vol.6                                                 | 6月20日                                               | AKIBAカルチャーズ劇場                                 | キス!キス!キス!                                       | 「C-Girl」 浅香唯                                     |
| Vol.7                                                 | 7月4日                                                | AKIBAカルチャーズ劇場                                 | 私がオバさんになっても…                               | 「私がオバさんになっても」 森高千里                   |
| Vol.8                                                 | 8月1日                                                | AKIBAカルチャーズ劇場                                 | ギョギョギョ夏休み!                                   | 「渚のシンドバッド」ピンクレディー（聞間、安藤）      |
| Vol.9                                                 | 8月15日                                               | AKIBAカルチャーズ劇場                                 | 夏休みの思い出                                        | 「淋しい熱帯魚」Wink（長谷川、小西）                  |
| Vol.10                                                | 8月29日                                               | AKIBAカルチャーズ劇場                                 | 竹内夏紀生誕ライブ2016                                | 「You're My Only Shinin' Star」中山美穂（竹内）       |
| Vol.11                                                | 9月12日                                               | AKIBAカルチャーズ劇場                                 | キミといた夏                                          | 「secret base〜君がくれたもの〜」ZONE                 |

| AKIBAフィッシングセンター（2016年） | AKIBAフィッシングセンター（2016年） | AKIBAフィッシングセンター（2016年） | AKIBAフィッシングセンター（2016年） | AKIBAフィッシングセンター（2016年）                          |
| #                                   | 公演日                              | 会場                                | テーマ                              | カバー曲                                                     |
| ----------------------------------- | ----------------------------------- | ----------------------------------- | ----------------------------------- | ------------------------------------------------------------ |
| Vol.1                               | 10月13日                            | AKIBAカルチャーズ劇場               | クラスメートそして友情              | 「フレンズ」レベッカ（長谷川、安藤）                         |
| Vol.2                               | 11月6日                             | AKIBAカルチャーズ劇場               | 秋の大リクエスト祭 昼の部           | －                                                           |
| Vol.3                               | 11月6日                             | AKIBAカルチャーズ劇場               | 秋の大リクエスト祭 夜の部           | －                                                           |
| Vol.4                               | 11月16日                            | AKIBAカルチャーズ劇場               | バニラな季節                        | 「チョコミントフレーバータイム」バニラビーンズ（竹内、聞間） |
| Vol.5                               | 12月7日                             | AKIBAカルチャーズ劇場               | 聞間彩生誕祭ライブ2016              | 「100回のKISS」松浦亜弥（聞間）                              |
| Vol.6                               | 12月22日                            | AKIBAカルチャーズ劇場               | 2017年は勝ちに行くよ！              | 「これが私の生きる道」PUFFY（竹内、小西）                    |

### 俺得ライブ（主催ツーマンライブ）
| 公演日   | 公演タイトル                                      | 会場               | 対バン相手                                     |
| 2015年   | 2015年                                            | 2015年             | 2015年                                         |
| -------- | ------------------------------------------------- | ------------------ | ---------------------------------------------- |
| 9月12日  | 俺得だよ!全員集合!〜全国行脚・大阪編〜            | 大阪Pangea         | キャラメル☆リボン                              |
| 9月13日  | 俺得だよ!全員集合!〜全国行脚・名古屋編〜          | 名古屋 ell. SIZE   | DIANNA☆SWEET                                   |
| 10月24日 | 俺得だよ!全員集合!〜原宿編・10月の陣〜            | 原宿アストロホール | アイドルネッサンス                             |
| 11月23日 | 俺得だよ!全員集合!〜原宿編・11月の陣〜            | 原宿アストロホール | わーすた                                       |
| 12月20日 | 俺得だよ!全員集合!〜原宿編・12月の陣〜            | 原宿アストロホール | Ange☆Reve                                      |
| 2016年   |                                                   |                    |                                                |
| 3月14日  | 俺得だよ!全員集合!〜Spring Special〜              | 渋谷TSUTAYA O-WEST | こぶしファクトリー                             |
| 8月11日  | 俺得だよ!全員集合!〜全国行脚・京都編〜            | KYOTO MUSE         | ミライスカート                                 |
| 10月10日 | 俺得だよ!全員集合!〜釣りの日スペシャル〜          | 渋谷TSUTAYA O-WEST | sora tob sakana                                |
| 12月17日 | 俺得だよ!全員集合!～クリスマススペシャル 昼の部～ | 代官山LOOP         | 転校少女歌撃団                                 |
| 12月17日 | 俺得だよ!全員集合!～クリスマススペシャル 夜の部～ | 代官山LOOP         | 桜エビ〜ず （OA いちごみるく色に染まりたい。） |

### 春のインストアライブキャンペーン
| 公演日                             | 会場                                   | ゲスト                             |                                    |
| チッタへの旅はつづくのさ（2018年） | チッタへの旅はつづくのさ（2018年）     | チッタへの旅はつづくのさ（2018年） | チッタへの旅はつづくのさ（2018年） |
| ---------------------------------- | -------------------------------------- | ---------------------------------- | ---------------------------------- |
| 4月14日                            | 渋谷マルイ 8階イベントスペース         |                                    |                                    |
| 4月21日                            | イオンモール木更津 1階サウスアトリウム |                                    |                                    |
| 4月22日                            | ベニバナウォーク桶川 1F センターコート |                                    |                                    |
| 4月30日                            | 東京イースト21 イースト21プラザ        | 桜エビ〜ず（第2部のみ）            |                                    |
| 5月5日                             | 仙台駅前EBean S 4階杜のガーデンテラス  | パクスプエラ                       |                                    |
| 5月13日                            | アリオ葛西 1階正面入口ウェストコート   |                                    |                                    |
| 5月19日                            | イオンモール新潟南 マリンコート        |                                    |                                    |

### イベント（共演、タイアップ等）
| 2013年   | 2013年                                  | 2013年                | 2013年 |
| 出演日   | イベント名                              | 会場                  | 備考 |
| -------- | --------------------------------------- | --------------------- | --- |
| 6月2日   | エコライフ・フェア2013                  | 代々木公園            | |
| 7月7日   | アイドル横丁夏まつり!!〜2013〜          | 新木場STUDIO COAST    | 野外ステージ（横丁一番地）、屋内ステージ（横丁三番地）、つりぼり横丁                                        |
| 7月17日  | 渋ドルFes. Vol.2                        | Shibuya O-EAST        | |
| 7月22日  | Live iDolspot vol.2                     | Shibuya O-EAST        | |
| 7月28日  | TOKYO IDOL FESTIVAL 2013                | お台場青海特設会場    | INFO CENTRE（トークステージ）、ENJOY STUDIUM（「NEW FACE Girls LIVE」）、SMILE GARDEN（「一球入魂ライブ」） |
| 9月29日  | アイドル横丁新聞杯!!〜9月の陣〜         | 渋谷WWW               | 4位 |
| 10月27日 | アイドル横丁新聞杯!!〜10月の陣〜        | 渋谷WWW               | 1位獲得 |
| 11月10日 | @JAM NEXT vol.1 〜ダンス!ダンス!ダンス! | AKIBAカルチャーズ劇場 | |
| 11月16日 | アイドル横丁新聞杯!!〜11月の陣〜        | 渋谷WWW               | ゲスト出演                                                                                                  |
| 12月20日 | IDOL ChristmaST@TION〜HUG YOU〜         | 品川ステラボール      | |

| 2014年   | 2014年                                              | 2014年                                     | 2014年 |
| 出演日   | イベント名                                          | 会場                                       | 備考 |
| -------- | --------------------------------------------------- | ------------------------------------------ | --- |
| 1月4日   | Tokyo Idol Gate 2014                                | ベルサール秋葉原                           | |
| 2月16日  | @JAM the Field vol.5                                | LIQUIDROOM                                 | |
| 3月30日  | Happy Jam in Osaka vol.12                           | 関西テレビ放送内 なんでもアリーナ          | |
| 4月5日   | アイドルフィロソフィー                              | 渋谷club asia                              | |
| 4月6日   | Friendship Live in Tokyo 第2部                      | 表参道GROUND                               | |
| 4月20日  | MARZ WARZ epIV                                      | 新宿MARZ                                   | |
| 4月29日  | 渋谷全力道2014                                      | Shibuya eggman                             | 1部・2部出演                                                                                                  |
| 5月3日   | ヨコハマ カワイイパーク J-pop Culture Festival      | 山下公園特設ステージ                       | |
| 5月10日  | コトネの日                                          | club asia                                  | |
| 6月8日   | エコライフ・フェア2014                              | 代々木公園                                 | |
| 6月15日  | 梅雨入り☆ライオット2014 第2部                       | 六本木morph-tokyo                          | |
| 7月6日   | アイドル横丁夏まつり!!〜2014〜                      | 新木場STUDIO COAST                         | つりぼり横丁、野外ステージ（横丁一番地）、屋内ステージ（夏祭り!!中二選抜 - 聞間）、屋内ステージ（横丁三番地） |
| 7月19日  | ガールズフェスティバル2014                          | 福岡ランブレッタベイサイドフットサルコート | |
| 8月2日   | TOKYO IDOL FESTIVAL 2014                            | お台場・青海周辺エリア                     | DOLL FACTORY、SKY STAGE、INFO CENTRE（KSDDモデル日笠麗奈の妹キャラ大集合！ - 小西）、INFO CENTRE（talk Stage) |
| 8月3日   | TOKYO IDOL FESTIVAL 2014                            | お台場・青海周辺エリア                     | ENJOY STADIUM、MY NAVI STAGE                                                                                  |
| 8月16日  | 音霊 OTODAMA SEA STUDIO 2014                        | 由比ヶ浜海岸 音霊 OTODAMA SEA STUDIO       | |
| 8月17日  | SUMMER SONIC 2014                                   | 幕張メッセ                                 | SIDE-SHOW MESSE（IDOL SONIC）                                                                                 |
| 8月18日  | WHITE SUMMER MEETING                                | TSUTAYA O-WEST                             | |
| 8月24日  | TIARA IMPACT Vol.1                                  | 渋谷公会堂                                 | |
| 8月31日  | @JAM EXPO 2014                                      | 横浜アリーナ                               | キウイステージ、パイナップルステージ                                                                          |
| 9月28日  | もしもしにっぽんFESTIVAL 2014                       | 東京体育館                                 | |
| 10月5日  | どきどきハロウィンLIVE 〜つりビット with フレンズ〜 | 代官山LOOP                                 | |
| 10月29日 | GIRL'S NATURAL LIVE2014 Autumn                      | 新宿ReNY                                   | |
| 10月30日 | FUJIFILMトークイベント&チェキ/スマホ撮影会          | 原宿 FUJIFILM WONDER PHOTO SHOP            | 25名限定イベント                                                                                              |
| 10月31日 | 海鷹祭                                              | 東京海洋大学 品川キャンパス                | 学園祭 |
| 11月1日  | シーサイドアイドルフェスティバル                    | 和歌山マリーナシティ                       | |
| 11月29日 | 聞間彩生誕祭ライブ2014                              | 東京カルチャーカルチャー                   | |
| 12月1日  | DD.TUNE〜ボンとキックの初恋〜                       | 渋谷 CHELSEA HOTEL                         | |
| 12月20日 | 全力道                                              | Shibuya eggman                             | 1部・2部出演                                                                                                  |
| 12月21日 | アイドルジェネレーション                            | 吉祥寺CLUB SEATA                           | |

| 2015年        | 2015年                                                                   | 2015年                                               | 2015年                                                                            |
| 出演日        | イベント名                                                               | 会場                                                 | 備考                                                                              |
| ------------- | ------------------------------------------------------------------------ | ---------------------------------------------------- | --------------------------------------------------------------------------------- |
| 1月12日       | Vocalist of Idol                                                         | Shibuya eggman                                       |                                                                                   |
| 1月31日       | ジャパンフィッシングショー2015                                           | パシフィコ横浜 展示ホール                            | ライブ（メインステージ）                                                          |
| 2月15日       | YOKOHAMA IDOL EXPO 2015                                                  | F.A.D yokohama                                       |                                                                                   |
| 2月22日       | 長谷川瑞生誕祭ライブ2015                                                 | 東京カルチャーカルチャー                             |                                                                                   |
| 2月28日       | 新星堂iPopステーションライブお客様感謝祭〜part3〜                        | 池袋サンシャインシティ噴水広場                       | 第2部                                                                             |
| 3月21日       | BEAT LINE SPRING 2015                                                    | 新宿駅東口ステーションスクエアー                     |                                                                                   |
| 3月22日       | 安藤咲桜生誕祭ライブ2015                                                 | 東京カルチャーカルチャー                             |                                                                                   |
| 4月8日 4月9日 | 日本魚祭り 2015                                                          | 東京タワー 1F特設ステージ                            |                                                                                   |
| 4月25日       | 小西杏優生誕祭ライブ2015                                                 | 東京カルチャーカルチャー                             |                                                                                   |
| 4月29日       | ヤンヤン歌うステージ 昭和の日SP!!                                        | TSUTAYA O-Crest                                      |                                                                                   |
| 5月3日        | 東京MX-TV「うたなび!」サウンドポート公開録画イベント                     | ノースポート・モール 2Fセンターコート                |                                                                                   |
| 5月6日        | GIRLS❤GIRLS❤GIRLS LIVE in spring 2015                                    | duo MUSIC EXCHANGE                                   |                                                                                   |
| 5月10日       | OTODAMA 空 FES 2015 〜夏、直前の祭〜 天空のファンタジー                  | H.L.N.A SKYGARDEN 野外ステージ（ダイバーシティ東京） |                                                                                   |
| 5月31日       | 上州屋主催 第16回 ペアキス釣り大会上州屋CUP                              | 神奈川県茅ケ崎市茅ヶ崎港                             |                                                                                   |
| 6月17日       | GIRL'S NATURAL LIVE〜つりビット×TPD DASH!!〜                             | AKIBAカルチャーズ劇場                                |                                                                                   |
| 6月21日       | サンシャイン×新星堂 iPop Monthly Festival vol.42                         | 池袋サンシャインシティ噴水広場                       | 第3部                                                                             |
| 6月25日       | アイドルのすゝめFESTIVAL2015                                             | 新宿ReNY                                             |                                                                                   |
| 7月5日        | アイドル横丁夏まつり!!〜2015〜                                           | 新木場STUDIO COAST                                   | つりぼり横丁、屋内ステージ（横丁三番地）、野外ステージ(横丁一番地）               |
| 7月20日       | 海の日スペシャルライブ presented by ヤンヤン歌うステージ                 | TSUTAYA O-Crest                                      |                                                                                   |
| 7月26日       | アイドルお宝くじパーティーライヴ                                         | 六本木ヒルズアリーナ                                 |                                                                                   |
| 8月1日        | TOKYO IDOL FESTIVAL 2015                                                 | お台場・青海周辺エリア                               | DOLL FACTORY、MY NAVI STAGE                                                       |
| 8月2日        | TOKYO IDOL FESTIVAL 2015                                                 | お台場・青海周辺エリア                               | ラジオ体操、SMILE GARDEN（アイドルネッサンスとコラボ）、HEAT GARAGE、SKY STAGE    |
| 8月7日        | 音霊 OTODAMA SEA STUDIO 2015 〜フライデーガールズビーチパーティー 2015〜 | 由比ヶ浜海岸 音霊 OTODAMA SEA STUDIO                 |                                                                                   |
| 8月29日       | ＠JAM EXPO 2015                                                          | 横浜アリーナ                                         | ブルーベリーステージ、ピーチステージ、ストロベリーステージ（DIANNA☆SWEETとコラボ) |
| 9月6日        | 竹内夏紀生誕祭ライブ2015                                                 | 東京カルチャーカルチャー                             |                                                                                   |
| 9月22日       | Twin Box FUJISAN 2015                                                    | 山中湖交流プラザ きらら                              |                                                                                   |
| 10月20日      | GIRLS❤GIRLS❤GIRLS Halloween Night!!                                      | duo MUSIC EXCHANGE                                   |                                                                                   |
| 11月1日       | 海鷹祭                                                                   | 東京海洋大学 品川キャンパス                          | 学園祭                                                                            |
| 11月14日      | DMM.yell Circus2015 vol,3                                                | 赤坂BLITZ                                            |                                                                                   |
| 11月28日      | Happy Jam：3.04                                                          | カンテレホール なんでもアリーナ                      | 第1部、第2部                                                                      |
| 11月29日      | OTODAMA 空 FES 2015 〜冬、空に一番近い祭〜                               | H.L.N.A SKYGARDEN 野外ステージ（ダイバーシティ東京） |                                                                                   |
| 12月12日      | キスポイントウィンターパーティー&つりビット聞間彩生誕祭                  | TSUTAYA O-WEST                                       |                                                                                   |

| 2016年          | 2016年                                                         | 2016年                                | 2016年 |
| 出演日          | イベント名                                                     | 会場                                  | 備考 |
| --------------- | -------------------------------------------------------------- | ------------------------------------- | --- |
| 1月10日         | 東京MX-TV「うたなび!」サウンドポート公開録画イベント           | ノースポート・モール 2Fセンターコート | |
| 1月11日         | アイドルジェネレーションvol.34                                 | Zepp DiverCity                        | |
| 1月30日         | ジャパンフィッシングショー2016                                 | パシフィコ横浜 展示ホール             | ライブ（メインステージ） |
| 1月31日         | ジャパンフィッシングショー2016                                 | パシフィコ横浜 展示ホール             | AEDの使い方講習会、ライフジャケット講習会（メインステージ）                                                                                   |
| 2月7日          | 長谷川瑞生誕祭ライブ2016                                       | 渋谷milkyway                          | |
| 2月14日         | @JAM NEXT vol.26                                               | AKIBAカルチャーズ劇場                 | |
| 2月21日         | IDOL Pop'n Party vol.1                                         | TOKYO FM HALL                         | |
| 2月28日         | @JAM the Field vol.9                                           | TSUTAYA O-EAST                        | |
| 3月5日          | Japan Fisherman‘s Festival 2016                                | 日比谷公園 小音楽堂                   | |
| 3月6日          | 安藤咲桜生誕祭ライブ2016                                       | 渋谷milkyway                          | |
| 3月13日         | 春のアイドルまつり                                             | イースト21プラザ                      | |
| 3月19日 3月20日 | 西日本釣り博2016                                               | 西日本総合展示場新館                  | |
| 3月26日         | 竹若すしpresentsつりビットライブ&トークショー                  | 越谷レイクタウンkaze 光の広場         | 第1部、第2部 |
| 3月28日         | 徳井アイドルフェスティバル                                     | 博品館劇場                            | |
| 3月30日         | ラジオ日本NEXTサーキットONE                                    | 赤坂BLITZ                             | |
| 4月1日          | アイドルお宝くじ 桜満開 俺達のNo.1決定戦                       | EXシアター六本木                      | |
| 4月16日         | Showcase LIVE by Showtitle #2                                  | 原宿ベルエポック美容専門学校          | |
| 4月17日         | アイドルジェネレーションvol.36 〜Supreme Spring 2016〜         | 吉祥寺CLUB SEATA                      | |
| 4月30日         | 小西杏優生誕祭ライブ2016                                       | TSUTAYA O-WEST-Crest                  | |
| 5月2日          | ミュージックパーク 2016                                        | 日比谷公園 小音楽堂                   | |
| 5月3日          | 築地市場まつり                                                 | 築地市場                              | |
| 5月11日         | ANNA☆S×つりビット TWO MAN LIVE                                 | club asia                             | |
| 7月2日          | アイドル横丁夏まつり!!〜2016〜                                 | 横浜赤レンガパーク                    | 横丁4番地、横丁1番地、つりぼり横丁 |
| 7月3日          | アイドル横丁夏まつり!!〜2016〜                                 | 横浜赤レンガパーク                    | つりぼり横丁、横丁2番地、横丁1番地 |
| 7月16日         | SUMMER BEACH FANTASY 2016                                      | 由比ヶ浜海岸 音霊 OTODAMA SEA STUDIO  | |
| 7月17日         | ラジオ日本「1ami9LIVE #004」                                   | TOKYO FM HALL                         | |
| 7月30日         | アイドルお宝くじパーティーライヴ『真夏の神曲♡紅白歌合戦』      | 六本木ヒルズアリーナ                  | |
| 8月5日          | TOKYO IDOL FESTIVAL 2016                                       | お台場・青海周辺エリア                | SHIP STAGE、IDOL SUMMER JAMBOREE U-16（SHIP STAGE - 安藤、聞間）                                                                              |
| 8月6日          | TOKYO IDOL FESTIVAL 2016                                       | お台場・青海周辺エリア                | FESTIVAL STAGE、SKY STAGE |
| 8月7日          | TOKYO IDOL FESTIVAL 2016                                       | お台場・青海周辺エリア                | SMILE GARDEN（ラジオ体操 - 小西、竹内、長谷川）、 SMILE GARDEN（TIFスペシャルライブ for スペシャルブルーTシャツホルダー DAY３）、SMILE GARDEN |
| 8月13日         | TIF2016後夜祭!!〜 りんかい線沿線で感想戦〜1部                  | 恵比寿CreAto                          | |
| 8月14日         | 第3回 tvk POP PARADE                                           | 由比ヶ浜海岸 音霊 OTODAMA SEA STUDIO  | |
| 8月28日         | Let's party! Vol.0                                             | KLab LIVE CAMELOT B2                  | |
| 9月10日         | SHIGA IDOL COLLECTION 〜2016 Summer〜                          | 大津市民会館大ホール                  | |
| 9月11日         | フィッシングマックス主催釣り大会                               | 神戸市立 平磯海づり公園               | |
| 9月17日         | NORTHERN MUSIC CIRCUIT 2016〜ANOTHER IMPACT〜                  | 新潟市北区南浜船だまり特設会場        | |
| 9月24日         | @JAM×ナタリーEXPO 2016                                         | 幕張メッセ 国際展示場9〜11            | ピーチステージ、グレープステージ |
| 9月25日         | @JAM×ナタリーEXPO 2016                                         | 幕張メッセ 国際展示場9〜11            | トークステージ、ブルーベリーステージ、ストロベリーステージ（つりビット×わーすた コラボステージ）                                              |
| 9月26日         | ミライスカート定期公演「宜しくお頼申しますぅ。」               | AKIBAカルチャーズ劇場                 | ゲスト出演 |
| 10月8日         | Fine!! Fes.in Akasaka BLITZ                                    | 赤坂BLITZ                             | |
| 10月9日         | 竹若すしpresentsつりビットライブ&トークショーvol.2             | 越谷レイクタウン kaze 光の広場        | 第1部、第2部 |
| 10月15日        | アイドル横丁秋祭り〜長州の名月〜 2部                           | 新宿ReNY                              | |
| 10月23日        | 東京湾大感謝祭2016                                             | 横浜赤レンガ倉庫                      | |
| 11月5日         | OTODAMA 空フェス 2016 天空のファンタジー2016 DAY1              | ＠H.L.N.A SKYGARDEN 野外ステージ      | |
| 11月5日         | 海鷹祭                                                         | 東京海洋大学 品川キャンパス           | 学園祭 |
| 11月13日        | Party Rockets GT presents "Rockin'Together"                    | club asia                             | 1部・2部 |
| 11月19日        | 全国魚市場＆魚河岸まつり                                       | 日比谷公園 小音楽堂                   | |
| 11月20日        | 東急ハンズ40周年記念ライブイベント in 渋谷                     | 東急ハンズ渋谷店                      | |
| 11月26日        | @JAM the Field vol.10                                          | 恵比寿リキッドルーム                  | |
| 11月27日        | アイドルステーションPresentsアイドルオータムラリー2016         | マウントレーニア渋谷                  | |
| 12月8日         | アイドルステーション LIVE&TALK SPECIAL！                       | LIVEカラオケラウンジkahoo             | |
| 12月11日        | iCON DOLL LOUNGE～2016WINTER COLLECTION～                      | ラフォーレミュージアム原宿            | |
| 12月15日        | クリスマスの天使かよ！ Supported by MEETIA                     | 渋谷CLUB QUATTRO                      | |
| 12月26日        | IDOL CONTENT EXPO～年末大感謝祭 うっかりさんのサンタクロース～ | 新宿BLAZE                             | |

| 2017年   | 2017年                                                                | 2017年                                              | 2017年 |
| 出演日   | イベント名                                                            | 会場                                                | 備考 |
| -------- | --------------------------------------------------------------------- | --------------------------------------------------- | --- |
| 1月3日   | TOKYO IDOL PROJECT×@JAM ニューイヤープレミアムパーティー2017          | Zepp DiverCity(TOKYO)                               | New Year Stage、New Year Stage（コラボ アイドルネッサンス×つりビット） |
| 1月3日   | TOKYO IDOL PROJECT×@JAM ニューイヤープレミアムパーティー2017          | フジさんのヨコ                                      | Party Stage(ゲストトーク③) |
| 1月9日   | アイドルジェネレーション～2017年あけましておめでとうSP!!～            | 新木場STUDIO COAST                                  | |
| 1月15日  | NEO Fes!!! presented by Top Yell                                      | 渋谷CLUB QUATTRO                                    | |
| 1月21日  | ジャパンフィッシングショー2017                                        | パシフィコ横浜 展示ホール                           | ライブ（メインステージ）、釣りアイドルトーク『アングラーズアイドル＆つりビット』（釣種エリア PRステージ）                                                                        |
| 1月22日  | ジャパンフィッシングショー2017                                        | パシフィコ横浜 展示ホール                           | AED講習会、ライフジャケット講習会（メインステージ） |
| 2月12日  | 目黒FM「ツリラブ」チャンピオンカップ＆トークショー＆釣りクイズ        | としまえんフィッシングエリア                        | |
| 2月14日  | バレンタインの天使かよ！supported by MEETIA                           | 渋谷CLUB QUATTRO                                    | |
| 2月18日  | 長谷川瑞生誕祭ライブ2017                                              | AKIBAカルチャーズ劇場                               | |
| 2月25日  | 新星堂presents iPop Monthly Fes vol.58                                | 池袋サンシャインシティ噴水広場                      | 第2部 |
| 3月12日  | @JAM PARTY vol.12                                                     | AKIBAカルチャーズ劇場                               | |
| 3月18日  | OTODAMA × POP PARADE presents OTOPARE                                 | TSUTAYA O-EAST                                      | |
| 3月25日  | 安藤咲桜生誕祭ライブ2017                                              | AKIBAカルチャーズ劇場                               | |
| 3月26日  | ミュージックパーク 〜Girls ＆ Music Theater Vol.6                     | 渋谷DUO MUSIC EXCHANGE                              | |
| 4月22日  | フィロソフィーのダンス定期公演 2部                                    | club asia                                           | |
| 4月23日  | 小西杏優生誕祭ライブ2017                                              | AKIBAカルチャーズ劇場                               | |
| 5月4日   | 〜パクス“みっくす”プエラ〜                                            | 仙台MACANA                                          | |
| 5月20日  | IDOL CONTENT EXPO supported by ダイキサウンド ～初夏の大無銭祭～      | イオンモール幕張新都心                              | |
| 5月27日  | 東京愛らんどフェア2017                                                | 有楽町 爽 HAPPY SQUARE                              | |
| 6月18日  | NEO Fes!!! mini presented by Top Yell Vol.4                           | ニッポン放送imagineスタジオ                         | |
| 7月8日   | アイドル横丁夏まつり!!〜2017〜                                        | 横浜赤レンガパーク                                  | つりぼり横丁、横丁１番地、横丁５番地（浦 TIF2017 - 安藤、聞間）、横丁４番地 |
| 7月9日   | アイドル横丁夏まつり!!〜2017〜                                        | 横浜赤レンガパーク                                  | つりぼり横丁、横丁１番地、横丁３番地、横丁３番地（ - サクラノユメ。） |
| 7月15日  | 未来フェス in summer 2017                                             | KYOTO MUSE                                          | |
| 7月17日  | Party Rockets GT presents "Rockin'Together vol.9"                     | TSUTAYA O-nest                                      | |
| 7月21日  | NHK横浜「横浜サウンド☆クルーズ」 "BEACH LIVE" in 由比ガ浜             | OTODAMA BEACH TERRACE                               | |
| 7月23日  | OTODAMA SEA STUDIO 2017                                               | OTODAMA SEA STUDIO                                  | |
| 7月24日  | 初恋居酒屋公開収録 1部                                                | OFFICE HIGUCHI                                      | 長谷川、竹内、安藤、聞間 |
| 7月29日  | 六本木アイドルフェスティバル2017                                      | 六本木ヒルズアリーナ                                | サクラノユメ。も出演 |
| 7月30日  | Shall we dance? vol.5                                                 | 白金台SELENE b2                                     | |
| 7月31日  | @JAM EXPO 2017 OFFICIAL BOOK EVENT Vol.1                              | HMV&BOOK TOKYO 7F                                   | |
| 8月4日   | TOKYO IDOL FESTIVAL2017                                               | お台場・青海周辺エリア                              | INFO CENTRE（浦TIF2017 - 小西、竹内、長谷川)、SKY STAGE |
| 8月5日   | TOKYO IDOL FESTIVAL2017                                               | お台場・青海周辺エリア                              | HEAT GARAGE、NTTドコモxフジテレビ 5G STAGE、INFO CENTRE（ミュ〜コミ＋プラスしゃべれる女王決定戦2017 - 長谷川)                                                                    |
| 8月6日   | TOKYO IDOL FESTIVAL2017                                               | お台場・青海周辺エリア                              | SMILE GARDEN（IDOL SUMMER JAMBOREE U-16 - 安藤、小西）、INFO CENTRE（第5回日本制服アワード×デビュー『アイドル制服ファッションショー』 - 聞間、竹内）、DOLL FACTORY、SMILE GARDEN |
| 8月13日  | エラバレシ対バンリリイベツアー                                        | ららぽーと横浜 1F セントラルガーデン                | ゲスト出演、13時・15時半の2回公演 |
| 8月19日  | ミュージックパーク 〜Girls ＆ Music Theater Vol.7                     | 新宿ReNY                                            | |
| 8月20日  | 竹内夏紀生誕祭ライブ2017                                              | 東京カルチャーカルチャー                            | |
| 8月26日  | @JAM EXPO 2017                                                        | 横浜アリーナ                                        | キウイステージ、ストロベリーステージ （EXPO Special JAM Session① つりビット×ハコイリ♡ムスメ ）、ピーチステージ                                                                   |
| 9月30日  | 新星堂presents iPop Monthly Fes vol.64                                | 池袋サンシャインシティ噴水広場                      | 第2部 |
| 10月22日 | 東京湾大感謝祭2017                                                    | 横浜赤レンガ倉庫エリア                              | つりビットとみんなの一斉汽笛♪、ライブ |
| 11月3日  | 第58回 海鷹祭                                                         | 東京海洋大学 品川キャンパス                         | 学園祭 |
| 11月18日 | SHIGA IDOL COLLECTION 2017                                            | 守山市民ホール 大ホール                             | 滋賀県遠征 |
| 11月19日 | JAPAN FISHERMAN'S FESTIVAL 2017                                       | 日比谷公園 小音楽堂                                 | 「およげ！たいやきあんこちゃん」初披露 |
| 11月23日 | 竹若すしpresentsつりビットライブ＆トークショーvol.3〜寿司パラダイス〜 | 越谷レイクタウン kaze 光の広場                      | 第１部・第２部 |
| 11月26日 | 聞間彩生誕祭2017                                                      | 東京カルチャーカルチャー                            | |
| 11月29日 | ASCIIアイドル倶楽部定期公演Vol.7                                      | AKIBAカルチャーズ劇場                               | |
| 12月3日  | Party Rockets GT presents "Rockin Together Special"                   | 白金高輪SELENE b2                                   | |
| 12月15日 | 初恋居酒屋公開収録 2部                                                | 新宿レッドノーズ                                    | |
| 12月20日 | Wednesday Music Night X’mas Special Live in WHITE KITTE               | JPタワー･KITTE 1Fアトリウム WHITE KITTE常設ステージ | |

| 2018年   | 2018年                                                                       | 2018年                                  | 2018年 |
| 出演日   | イベント名                                                                   | 会場                                    | 備考 |
| -------- | ---------------------------------------------------------------------------- | --------------------------------------- | --- |
| 1月2日   | TOKYO IDOL PROJECT×@JAM ニューイヤープレミアムパーティー2018                 | Zepp DiverCity(TOKYO)                   | New Year Stage |
| 1月2日   | TOKYO IDOL PROJECT×@JAM ニューイヤープレミアムパーティー2018                 | フジさんのヨコ                          | Party Stage(ゲストトーク④) |
| 1月7日   | 吉田豪×南波一海 アイドル伝説Vo.9・10                                         | 梅田バナナホール                        | 1部・2部 |
| 1月20日  | ジャパンフィッシングショー2018                                               | パシフィコ横浜 展示ホール               | ライブ、ライフジャケット講習会（メインステージ）、釣りアイドルトーク『アングラーズアイドル＆つりビット』（釣種エリア PRステージ）      |
| 1月21日  | ジャパンフィッシングショー2018                                               | パシフィコ横浜 展示ホール               | AEDの使い方講習、ライフジャケット講習会（メインステージ）、竹内欠席                                                                    |
| 1月27日  | 新星堂presents iPop Monthly Fes vol.68                                       | 池袋サンシャインシティ噴水広場          | 第２部 |
| 1月28日  | IDOL Pop'n Party Vol.33 〜魚魚！？〜                                         | TOKYO FM HALL                           | sora tob sakana、26時のマスカレイドとスリーマンライブ                                                                                  |
| 2月4日   | 渋谷フィッシングセンター前夜祭〜リクアワ直前トークショー〜                   | 東京カルチャーカルチャー                | トークショー |
| 2月24日  | @JAM the Field vol.13                                                        | 新宿BLAZE                               | |
| 3月9日   | TVアニメ「ミイラの飼い方」OP/ED合同リリースイベント                          | サンシャイン噴水広場                    | |
| 3月17日  | 西日本釣り博2018                                                             | 西日本総合展示場 本館･新館              | ブルーステージ（本館）、レッドステージ（新館）                                                                                         |
| 3月18日  | 西日本釣り博2018                                                             | 西日本総合展示場 本館･新館              | レッドステージ（新館）、ブルーステージ（本館）                                                                                         |
| 3月24日  | ～パクス "二周年" プエラ～                                                   | ヤマハ銀座スタジオ                      | パクスプエラ2周年記念ワンマンライブにゲスト出演                                                                                        |
| 3月31日  | 長谷川瑞生誕祭2018                                                           | 東京カルチャーカルチャー                | |
| 4月1日   | 東海アイドル万博2018                                                         | DIAMOND HALL                            | |
| 4月7日   | TVアニメ「ミイラの飼い方」inサンリオピューロランド                           | サンリオピューロランド 知恵の木ステージ | 「不思議な旅はつづくのさ」でミーくんと一緒に踊る                                                                                       |
| 4月15日  | @JAM THE WORLD 春のジャムまつり! 2018                                        | 新宿ReNY                                | 1部・2部 |
| 4月26日  | 初恋居酒屋公開収録 2部                                                       | 新宿レッドノーズ                        | 竹内欠席 |
| 4月29日  | 安藤咲桜生誕祭2018                                                           | 東京カルチャーカルチャー                | |
| 6月10日  | THERE THERE THERES主催「ばぶる★らっぷ Vol.1」                                | TSUTAYA O-nest                          | |
| 6月23日  | 小西杏優生誕祭2018                                                           | 東京カルチャーカルチャー                | |
| 7月7日   | アイドル横丁夏まつり!!〜2018〜                                               | 横浜赤レンガパーク                      | 横丁1番地、横丁2番地、つりぼり横丁 |
| 7月14日  | IDOL Pop'n Party（昼）                                                       | TSUTAYA O-nest                          | amiinA、sora tob sakanaと３マンライブ                                                                                                  |
| 7月16日  | NEO Fes!!! presented by Top Yell Vol.5                                       | TOKYO FM HALL                           | |
| 7月22日  | EVOLUTION POP! Vol.33 supported by Leadi                                     | TSUTAYA O-WEST                          | |
| 7月28日  | @JAM EXPO 2018 OFFICIAL BOOK EVENT vol.1                                     | HMV&BOOK SHIBUYA 7F                     | |
| 8月3日   | TOKYO IDOL FESTIVAL2018                                                      | お台場・青海周辺エリア                  | FUJI YOKO STAGE、SKY STAGE、INFO CENTRE（エンタメシンポジウム - 長谷川）、SMILE GARDEN（スペシャルコラボライブ 桜エビ〜ず×つりビット） |
| 8月4日   | TOKYO IDOL FESTIVAL2018                                                      | お台場・青海周辺エリア                  | INFO CENTRE（アイドルカラオケバトル2018 - 小西）、コラボアイス販売、DREAM STAGE                                                        |
| 8月5日   | TOKYO IDOL FESTIVAL2018                                                      | お台場・青海周辺エリア                  | SMILE GARDEN（ラジオ体操 - 聞間、小西）、SMILE GARDEN、コラボアイス販売、TOKYO IDOL 縁日（つりぼり横丁）                               |
| 8月18日  | tvk「ミュートマ2」presents 帰ってきた アイドル・オン・ザ・ビーチ in 三浦海岸 | OTODAMA SEA STUDIO                      | |
| 8月19日  | 竹内夏紀生誕祭2018                                                           | 東京カルチャーカルチャー                | |
| 8月26日  | @JAM EXPO 2018                                                               | 横浜アリーナ                            | ピーチステージ、ブルーベリーステージ                                                                                                   |
| 8月29日  | ASCIIアイドル倶楽部定期公演Vol.16                                            | AKIBAカルチャーズ劇場                   | 真っ白なキャンバス |
| 9月9日   | ミュージックパーク ～Girls＆Music Theater～                                  | マイナビBLITZ赤坂                       | |
| 9月13日  | 初恋居酒屋 公開収録                                                          | 大塚ドリームシアター                    | 第1部・第2部 - 長谷川、聞間、小西 |
| 9月16日  | MARQUEE祭mini Vol.2                                                          | TSUTAYA O-nest                          | |
| 9月21日  | iPopfes 7周年記念 スペシャルステージ -1st Stage-                             | 新宿ReNY                                | |
| 9月22日  | 『ツーリズムEXPOジャパン2018』パナソニックブース                             | 東京ビッグサイト東展示棟、会議棟        | メンバーがカメラシェアリングサービス "PaN"を使用した撮影体験を案内                                                                     |
| 9月23日  | 『ツーリズムEXPOジャパン2018』パナソニックブース                             | 東京ビッグサイト東展示棟、会議棟        | メンバーがカメラシェアリングサービス "PaN"を使用した撮影体験を案内                                                                     |
| 9月29日  | 東京愛らんどフェア2018                                                       | 有楽町駅前広場                          | ライブ、「島での釣りについて」のトークコーナー、販売のお手伝い                                                                         |
| 10月20日 | 東京湾大感謝祭2018                                                           | 横浜赤レンガ倉庫エリア                  | 東京湾大感謝祭親善大使『東京湾ダーガール』としてオープニングセレモニーに出席                                                           |
| 10月21日 | 東京湾大感謝祭2018                                                           | 横浜赤レンガ倉庫エリア                  | つりビットとみんなの一斉汽笛東京湾ダー！！（一斉汽笛＆ライブ）、ライブ                                                                 |
| 10月27日 | ＠JAM the Field vol.14                                                       | LIQUIDROOM                              | |
| 11月3日  | 第59回 海鷹祭                                                                | 東京海洋大学 品川キャンパス             | 学園祭 |
| 11月10日 | つりビットミニライブ&特典会                                                  | 渋谷マルイ 屋上&8階イベントスペース     | |
| 11月18日 | 推しフェス～ガールズレコメンドLIVE～ Vol.1 Powered by UtaTen                 | マイナビBLITZ赤坂                       | MC:徳井健太（平成ノブシコブシ） |

| 2019年  | 2019年                                                       | 2019年                            | 2019年 |
| 出演日  | イベント名                                                   | 会場                              | 備考 |
| ------- | ------------------------------------------------------------ | --------------------------------- | --- |
| 1月3日  | TOKYO IDOL PROJECT×@JAM ニューイヤープレミアムパーティー2019 | フジさんのヨコ                    | Party Stage（ゲストトーク①）、（お正月だよ！新春運試し！じゃんけんの乱 - 小西）                            |
| 1月3日  | TOKYO IDOL PROJECT×@JAM ニューイヤープレミアムパーティー2019 | Zepp Tokyo、Zepp DiverCity(TOKYO) | Premium Stage（コラボ企画 sora tob sakana × つりビット）、New Year Stage                                   |
| 1月19日 | ジャパンフィッシングショー2019 ‒ in YOKOHAMA ‒               | パシフィコ横浜 展示ホール         | ライブ（メインステージ）、「U・S・A海の安全講習/ライフジャケット講習会」アシスタント出演（メインステージ） |
| 1月20日 | ジャパンフィッシングショー2019 ‒ in YOKOHAMA ‒               | パシフィコ横浜 展示ホール         | 「AED講習会」（メインステージ）、「学釣祭プレゼンダービー」アシスタント出演（プレミアステージ）            |
| 2月23日 | @JAM the Field vol.15                                        | 新宿BLAZE                         | |
| 3月9日  | IDORISE!! FESTIVAL 2019-DAY-                                 | duoMUSIC EXCHANGE                 | |

### 写真パネル展・関連イベント
| 写真パネル展          | 写真パネル展                                                   | 写真パネル展                                                                | 写真パネル展                                                                               |
| 開催日・期間          | 展覧会・イベント名                                             | 会場                                                                        | 備考                                                                                       |
| --------------------- | -------------------------------------------------------------- | --------------------------------------------------------------------------- | ------------------------------------------------------------------------------------------ |
| 2016年4月10日-23日    | 写真展「聞間彩・安藤咲桜・竹内夏紀 中学卒業記念写真パネル展」  | 横浜 カフェ ラジアンヌ                                                      |                                                                                            |
| 4月10日               | トークイベント                                                 | 横浜 カフェ ラジアンヌ                                                      | 第1部・第2部                                                                               |
| 4月23日               | お渡し＆サイン会                                               | 横浜 カフェ ラジアンヌ                                                      |                                                                                            |
| 2016年7月1日-14日     | 写真展「写ルンですにChuしたい展」                              | 原宿 FUJIFILM WONDER PHOTO SHOP 2F                                          | 期間中ファンクラブ有料会員35名限定イベント開催、コラボ写ルンです、コラボフォトブックを販売 |
| 2016年12月4日-18日    | 写真展「赤坂サカナに向けて江島神社でパワー注入！写真パネル展」 | 横浜 カフェ ラジアンヌ                                                      |                                                                                            |
| 12月4日               | トークイベント                                                 | 横浜 カフェ ラジアンヌ                                                      | 第1部、第2部                                                                               |
| 12月11日              | 特典会（握手会/チェキ会）                                      | 横浜 カフェ ラジアンヌ                                                      |                                                                                            |
| 12月14日              | つりビットカフェ                                               | 横浜 カフェ ラジアンヌ                                                      | 長谷川、安藤                                                                               |
| 12月18日              | お渡し＆サイン会                                               | 横浜 カフェ ラジアンヌ                                                      |                                                                                            |
| 2017年5月16日-30日    | TOKYO IDOL NET presents アイドルカメラ部 写真展                | 原宿 FUJIFILM WONDER PHOTO SHOP 2F                                          | 安藤が撮影した写真を展示                                                                   |
| 2017年11月1日-14日    | TOKYO IDOL NET presents アイドルカメラ部 写真展                | ヴィレッジヴァンガード渋谷本店                                              | 安藤が撮影した写真を展示                                                                   |
| 11月15日              | トークイベント                                                 | ヴィレッジヴァンガード渋谷本店                                              | 安藤                                                                                       |
| 2018年5月25日-6月13日 | TOKYO IDOL NET presents アイドルカメラ部 写真展 江の島 2018    | 原宿 FUJIFILM WONDER PHOTO SHOP 2F                                          | 安藤、長谷川が撮影した写真を展示                                                           |
| 6月9日                | トークイベント                                                 | 富士フイルム西麻布ビル1階ホール                                             | 安藤、長谷川                                                                               |
| 2018年9月1日 - 28日   | つりビット写真パネル展 in 吉祥寺（ココマルシアター）           | 吉祥寺ココマルシアター                                                      |                                                                                            |
| 9月1日                | トークイベント                                                 | 吉祥寺ココマルシアター                                                      | １部・２部・３部、各50名限定                                                               |
| 9月17日               | つりビットカフェ                                               | 吉祥寺ココマルシアター                                                      | カフェ店員 - 長谷川、小西                                                                  |
| 10月14日              | お渡し＆サイン会                                               | 吉祥寺ココマルシアター                                                      | 第１部 サイン会、第２部 チェキ会、第３部 ポスターサイン会                                  |
| 2018年11月16日-29日   | TOKYO IDOL NET presents アイドルカメラ部 写真展 2018 冬        | 原宿 FUJIFILM WONDER PHOTO SHOP 2F                                          | 安藤、長谷川が撮影した写真を展示                                                           |
| 2019年1月5日-2月4日   | TOKYO IDOL NET presents アイドルカメラ部 写真展 2018 冬        | 原宿 FUJIFILM WONDER PHOTO SHOP 2F 梅田 ロフト 正面1F入り口 第2ロフマ裏通路 | 11月の写真展で各メンバー写真の人気投票を実施し上位5作品の展示                              |
| 2019年3月14日-24日    | つりビット写真展 Graduation                                    | 原宿 FUJIFILM WONDER PHOTO SHOP 2F                                          | 「卒業」をテーマに、これまで撮影した写真を中心に展示                                       |
| 2019年3月14日-24日    | つりビット展                                                   | 渋谷マルイ7階イベントスペース                                               | 過去ライブ写真などの写真・過去衣装の展示、メッセージ書きスポット                           |
| 3月16日               | 特典会                                                         | 渋谷マルイ7階イベントスペース                                               |                                                                                            |
| 3月23日               | 商品お渡し会                                                   | 渋谷マルイ7階イベントスペース                                               | 13時の回 - 竹内、聞間、小西、18時の回 - 安藤、長谷川                                       |

### テレビ

#### レギュラー
- うたなび!（2013年5月5日-2016年9月、TOKYO MX他）「FISH ON!つりビット」担当
- 開運音楽堂（2016年4月2日-2020年4月25日、TBSテレビ）Kaiun Girl（2号）きっきーとして聞間がレギュラー出演
- つりビットとこうかん日記（2016年10月7日-2017年3月24日、スペースシャワーTVプラス）
- MUSIC B.B.（2017年7月3日週-10月2日週、TOKYO MX他）コーナー「つりビットのトーク一本釣り」

#### ゲスト出演
- 空飛ぶ広報室（2013年5月19日、TBSテレビ）アイドル役
- 未来定番曲〜Future Standard〜（2013年7月22日、2017年1月30日他、tvk他）
- アイドルお宝くじ（テレビ朝日）
  - #13 （2015年1月24日） - #17（2015年3月7日）
  - アイドルお宝くじパーティーライヴ　真夏の神曲♡紅白歌合戦 （2016年8月12日）
  - #87 （2017年2月3日）
  - 六本木アイドルフェスティバル DAY-1（2017年8月18日 ）
- Kawa10カクモク - つりビットの、今日からあなたもつり人（ビット）!!（2016年5月12日、2016年7月7日、Kawaiian TV）
- 櫻井・有吉 THE夜会（TBSテレビ）
  - 2016年9月22日 - 2017年1月26日（VTR出演） - 2017年4月27日（VTR出演）
- 四季の釣り（2016年10月7日、サンテレビ）
- FULL CHORUS ～音楽は、8/フルコーラス～（2017年1月31日、BSスカパー!）
- BLITZ INDEX（2017年2月10日、TBSテレビ）コメント
- ミュージックビデオ特集（2017年2月24日、スペースシャワーTVプラス）
- うたなび!（TOKYO MX他） 
  - 聞間、長谷川、小西（2017年4月3日）
  - #571（2019年3月12日）
- 関内デビル（tvk）
  - チーム関内デビルとのガチンコボウリング対決 - 長谷川、安藤、竹内、小西（2017年5月9日、23日）
  - ２デイゲスト（2017年10月24日、25日）
- 金曜イチから（2017年8月4日、NHK総合）VTR出演
- アイドルヒッツ（2017年11月1日、スペースシャワーTVプラス）コメントとMV
- 東京アイドル戦線（2017年11月2日、テレビ東京）9th SINGLE「1010〜とと〜」の取材の模様
- ライブB♪（2017年11月28日、TBSテレビ）
- ルアーパラダイス九州（2018年4月28日、TVQ九州放送） - 小西、長谷川
- 福ごはん（2018年4月28日、BS-TBS）チュートリアル福田と竹内の華麗な包丁捌きにもご注目
- BOOK STAND TV（2018年11月2日、11月16日、BS12）「トリセツ」コーナー - 小西、長谷川
- 開運音楽堂（2019年3月30日、TBSテレビ）「ありがとう つりビット ラストトーク」

#### テレビCM
- 釣具メーカー Hapyson
- NTT西日本「ルーティンダンス 篇」（2016年3月）

### ラジオ
- ツリラブ（2013年9月21日-2017年5月16日、目黒FM）隔週火曜日、サブＭＣ
- 〜IDOL SHOWCASE〜 i-BAN!!（2013年12月8日、NACK5）
- 今夜もオトパラ! - パーソナリティの松本秀夫を「釣りの師匠」と呼んでおり、現在でも交流がある。 
  - 『つりビットのいつか世界を釣り上げます!』（2014年11月6日-2015年3月26日、ニッポン放送）コーナー出演
  - 2017年1月11日
  - 2017年3月15日 - 長谷川、竹内
- ラジカントロプスNEXT 2016年4月のマンスリーパーソナリティ（2016年4月4日-2016年4月25日、ラジオ日本）
- J POP N'ROCK's （2016年6月8日、FM FUJI）
- 池田めぐみのFine!!（TBSラジオ）
  - 2016年7月23日 - 安藤、竹内、小西
  - 2017年2月4日 - 長谷川、竹内
- 遠藤淳のYou've Got a Radio!（2016年8月10日、FM OSAKA）- 長谷川、安藤
- Loco Spirits!（2016年8月12日、FMヨコハマ）- 長谷川、竹内、小西
- charge!（2016年8月17日、e-radio）- 長谷川、安藤
- 井田勝也の年リク!!（2016年8月20日、東海ラジオ）- 竹内、聞間、小西
- 何でも聞かせてDX（2016年8月22日、@FM）- 聞間、竹内、小西
- だって好きなんだもん!（2016年9月3日、KBS京都）- 長谷川、安藤
- 久住小春のMEDIA SHIP 927（2016年9月16日、BSNラジオ）- 長谷川、竹内
- SOUND SPLASH（2016年9月16日、FM-NIIGATA）- 長谷川、竹内
- 酒井泰彦のMUSIC HOUR!（2016年10月1日-、BSNラジオ）長谷川がアシスタントとしてレギュラー出演
- 加藤裕介の横浜ポップJ（2016年12月14日、ラジオ日本）- 長谷川、安藤
- アイドルジェネレーション（2016年12月24日、ラジオNIKKEI第1）- 長谷川、聞間、安藤
- BLITZラジオ　BLITZ POWER PUSH（2017年2月20日-24日、TBSラジオ）つりビット特集
- 金曜ブラボー。（2017年3月24日、ニッポン放送）- 竹内、小西
- OH! HAPPY MORNING（2017年3月31日、JFN）- 竹内、小西
- charge!（2017年4月5日、e-radio）- 聞間、小西
- Hyper Night Program GOW !!（2017年4月12日、FM FUKUOKA）コメントのみ
- Day by Day（2017年4月17日、JFN）- 長谷川、竹内
- キラメキミュージックスター（2017年4月17日、FM NACK5）- 聞間、長谷川、竹内
- Lovely Day♡（2017年5月3日、FMヨコハマ）- 安藤、小西
- らじいしワイド764（2017年5月18日、ラジオ石巻）コメントのみ
- KBC長浜横丁 居酒屋 清子（2017年5月22日、KBCラジオ）- 長谷川、小西
- ニッポン放送ホリデースペシャル 松本秀夫とつりビットのGOGOフィッシング2（2018年7月16日、ニッポン放送）公開生放送 - 竹内、小西

### ネット配信
- つりビットの今夜も大漁でSHOW（2016年5月10日-2019年3月12日、隔週火曜日、SHOWROOM）SHOWROOM冠番組
- 原宿AbemaNews（2016年6月2日、AbemaTV）
- ニコラジ（2016年6月14日 、ニコニコ生放送）
- パティロケGTのRockin' SHOWROOM（2016年12月6日、SHOWROOM）
- レナのアイドル図鑑 バニラ味♡ （2016年12月8日 、生テレ）- 長谷川、竹内、聞間
- 転校少女歌撃団のウキウキLHR☆ （2016年12月13日、SHOWROOM）- 長谷川、小西
- 古坂大魔王＆永尾まりやのカツアゲ！新春アイドル祭りSP（2017年1月10日、AbemaTV）- 竹内、聞間
- 横澤夏子のイイ女しか出れないTV（2017年1月19日、AbemaTV）- 長谷川、竹内
- TOKYO IDOL NET presents アイドルと学ぶ『カメラ基礎講座』（2017年3月31日、SHOWROOM）- 安藤、長谷川
- 初恋居酒屋（FM KITAQ） 
  - #82 つりビット登場（2017年8月7日）
  - #109 つりビット再登場（2018年2月12日）
  - #131 つりビット（2018年7月16日）
  - #150 つりビット（2018年11月26日）
  - #153 葵あおい つりビット（2018年12月18日）
- ＠JAM応援宣言！「＠JAM THE WORLD」（SHOWROOM）
  - 2017年10月30日（長谷川、安藤）  - 2018年2月19日（安藤、小西）
- TOKYO IDOL NET presents アイドルと学ぶ『カメラ基礎講座』（SHOWROOM）- 安藤、長谷川
  - 2018年1月30日 - 2月21日 - 6月29日 - 9月28日 - 11月5日 - 2019年1月18日 - 2月15日
- 矢口真里の火曜The NIGHT#99〜深夜じゃ出られないU-18アイドル選抜♡（2018年3月28日、AbemaTV AbemaSPECIALチャンネル）- 聞間、安藤[57][58]
- クロちゃんのアイドル紹介するしん！！（2018年12月18日、K'z Station）- 安藤、長谷川
- 生のアイドルが好き #71（2019年2月27日、ニコニコ生放送）MC:中田花奈・和田まあや（乃木坂46） - 安藤、長谷川

### 雑誌等
- 『デイリースポーツ関西版』釣りコラム「歌って踊って釣りました！」（2017年12月14日 -2019年3月28日） 毎月第2・第4木曜に連載

2013年
- 『週刊文春 9月19日号』文藝春秋社（9月11日）
- 『De☆View 11月号』オリコン・エンタテインメント（10月1日） インタビュー記事  つりビット／『月刊デ☆ビュー』11月号掲載
- 『MARQUEE Vol.99』マーキー・インコーポレイティド（10月12日） インタビュー記事
- 『グランドジャンプPREMIUM （プレミアム） Vol.23 』集英社（10月23日） アイドル取材コラム『30歳からのアイドル入門』８現場目 [59]
- 『MARQUEE Vol.100 』マーキー・インコーポレイティド（12月10日） 4P撮り下ろし写真＋インタビュー記事、MARQUEE × 2.5D「MARQing」ライヴレポ

2014年
- 『BIG ONE GIRLS NO.020』近代映画社（1月27日）メンバーが書いた自己PR
- 『アニカンRヤンヤン!!特別号ネクストエース2014』音楽出版社（1月29日）
- 『Top Yell 3月号』竹書房（2月6日） 2014年に注目すべきアイドルたちに直撃インタビュー
- 『AnglingFan （アングリング ファン） 2014年5月号』コスミック出版（3月25日）
- 『Top Yell 5月号』竹書房（4月6日） リアル系アイドルのリアルな日常 - 安藤
- 『アニカンRヤンヤン!!特別号ネクストエース2014 No.2』音楽出版社（4月16日） コーナー「2014 NEXT ACE CLOSE UP」
- 『投票型ライブアイドル応援マガジン LIVEアイドル図鑑 Vol.3』オークラ出版（4月30日）
- 『アニカンRヤンヤン!! vol.17』音楽出版社（5月16日）アイドルコラムストリート～つりビットのぎょぎょ！スタート
- 『Top Yell 7月号』竹書房（6月6日） THE ポッシボーと対談 - 聞間、安藤「リアル系アイドルのリアルな日常」- 小西
- 『アニカンRヤンヤン!! vol.18』音楽出版社（7月7日発売） ヤンヤン!! LIVE PEPORT、アイドルコラムストリート～つりビットのぎょぎょ！ ２回目
- 『月刊Audition9月号』白夜書房（8月1日）写真&インタビュー記事
- 『Top Yell No.655』竹書房（8月6日）「リアル系アイドルのリアルな日常」- 竹内
- 『アニカンRヤンヤン!! vol.19』音楽出版社（8月8日）アイドルコラムストリート～つりビットのぎょぎょ！ ３回目
- 『BOMB No.415』学研（8月9日）インタビュー記事
- 『De☆View No.406』オリコン・エンタテインメント（9月1日）インタビュー記事
- 『つり丸 2014年 11／15号』マガジン・マガジン（11月1日）キントキ釣りの様子 - 長谷川、竹内、安藤

2015年
- 『Top Yell 9月号』竹書房（8月6日）つりビット×キュピトロンのレーベルメイト対談
- 『MARQUEE Vol.110』マーキー・インコーポレイティド（8月10日）撮り下ろし写真＋インタビュー記事

2016年
- 『月刊釣りファン No.601』ケイエス企画（4月25日）うみんぐ大島にて釣りの様子
- 『ヤングジャンプ No.24』集英社（5月12日）「サキドルエースSURVIVAL SEASON5」につりビット代表として安藤がエントリー[60]。
- 『BIG ONE GIRLS No.33』近代映画社（5月26日） 裏表紙＋メンバーひとり1ページ毎のインタビュー記事
- 『ふぉんじょ×ふぉんじょ 第6回』ASCII.jp（9月7日） - 長谷川、小西
- 『ヨムミル!Plus』スカパー!番組情報アプリ（11月11日、11月18日） 写真＋インタビュー記事

2017年
- 『フリーペーパーVDC Magazine 003』VDC編集部（1月27日） ロングインタビュー&グラビア
- 『週刊アスキー（電子版） No.1120』角川書店（3月28日） 各表紙＋インタビュー - 長谷川、聞間
- 『BIG ONE GIRLS No.38』近代映画社（3月31日） 裏表紙＋インタビュー記事
- 『週刊アスキー（電子版） No.1121』角川書店（4月4日） 各表紙＋インタビュー - 竹内、安藤、小西
- 『Top Yell No.672』竹書房 （4月6日） ワンマンライブレポート＋インタビュー
- 『TV Bros. 2017年6月17日号』東京ニュース通信社（6月14日） 証言「山田孝之とはこんな人」のインタビュー記事
- 『Top Yell NEO 2017SUMMER』竹書房（6月30日） sora tob sakanaとの対談
- 『ファミ通』エンターブレイン（11月2日） - 聞間、小西

2018年
- 『FINEBOYS 2018年4月号』マガジンハウス/日之出出版 （3月9日） 私服でカバンの中身など紹介 - 安藤、聞間、小西
- 『グラビアザテレビジョン vol.53』KADOKAWA（3月15日） 特写&5年を振り返る約1万字インタビュー - 安藤、聞間
- 『Lure Paradise九州 NO.24(2018年初夏号) 』つり人社（5月15日） - 小西、長谷川
- 『MARQUEE Vol.129』マーキー・インコーポレイティド（10月10日）  撮り下ろし写真＋インタビュー記事
- 『tulle（チュール）vol.4 [EYESCREAM2019年2月号増刊] 』スペースシャワーネットワーク（12月28日）つけ襟ロマンチック - 聞間、安藤、長谷川